# ヘルマンハープ

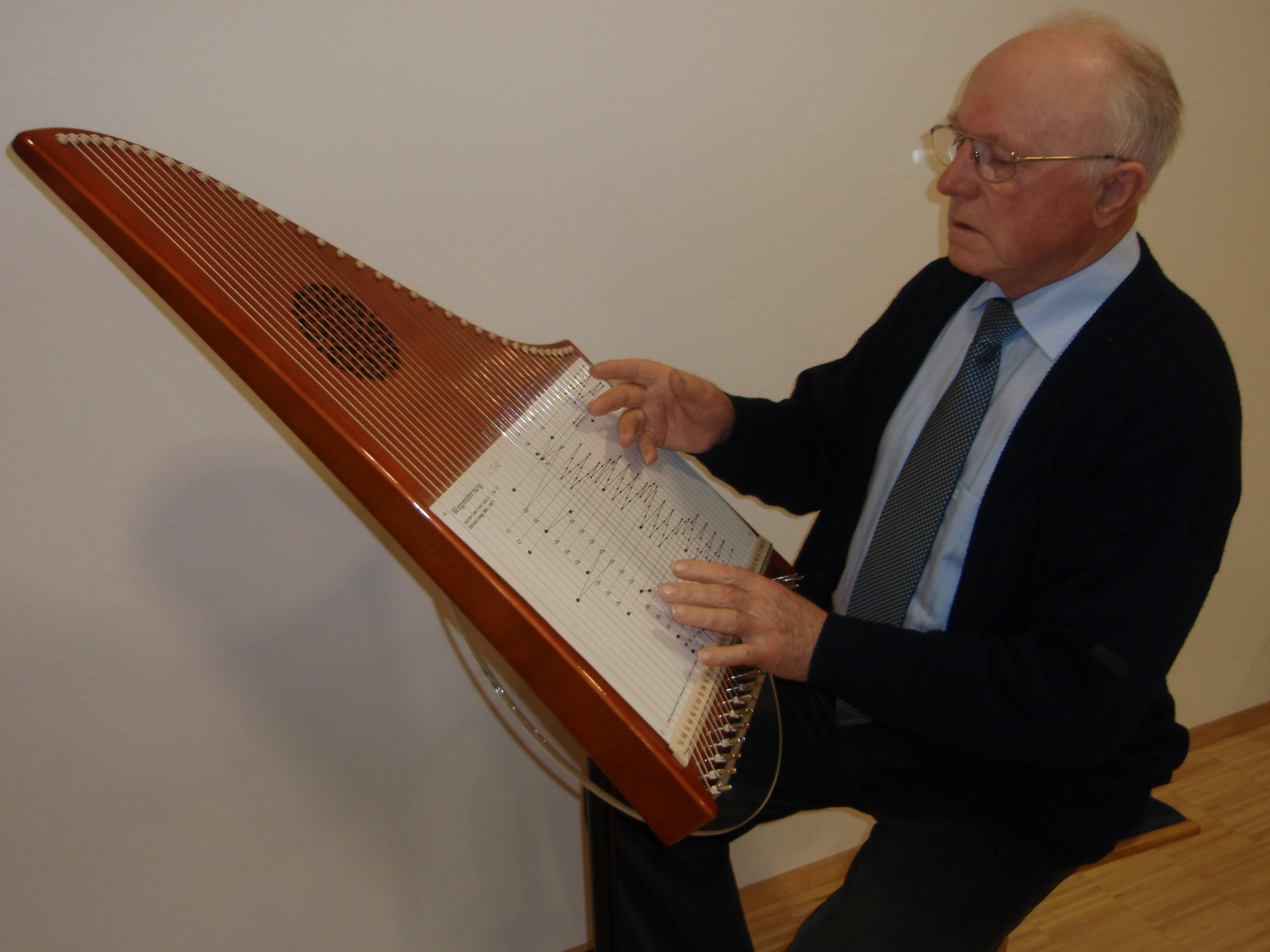
ヘルマンハープを演奏するフェー（2007年）

ヘルマンハープは、ドイツで製作されている撥弦楽器。

## 概要
1987年にドイツのバイエルン州の農場主ヘルマン・フェー氏がダウン症の息子アンドレアスのために開発した。フェー氏は「障がい者、高齢者を含む、多くの人に器楽演奏への扉を開いた」という功績により、1995年にドイツ連邦共和国より功労勲章功労メダルを受賞した。また、ヘルマンハープと専用楽譜の開発と普及に対して、2011年にドイツ銀行主催の「発想の国 ドイツ」という賞を文化部門で受賞している。

## ヘルマンハープ
ヘルマンハープはドイツで個別に職人の手によってハンドメイドされている。構造は響板の上にクロマチック（半音）で弦が張られていて、楽譜をスライドすることにより、演奏の転調も簡単に行える。また、サイズはSタイプ（1オクターブ半）、Mタイプ（2オクターブ）、Lタイプ（3オクターブ）の3種類が存在し、それぞれで音域が異なる。

## 楽譜と演奏方法
ヘルマンハープの楽譜（演奏譜）には、白い玉や丸い玉の音符が星座のように実線や点線で結ばれて書かれている。演奏譜は、弦と表板の間に差し込むようになっており、それぞれの弦の下に音符が現れるようになっている。実線で結ばれた音符を上から順番にたどり、指ではじくことによって、五線譜が読めなくともメロディーを演奏することが可能となっている。また、楽譜を左右にスライドすることで簡単に調（キー）を変えられることが可能である。

## ヘルマンハープの奏法の開発
日本で初めてヘルマンハープを紹介した梶原千沙都氏は、ヘルマンハープ教室の開拓、全国のインストラクターの育成指導、演奏、奏法講習会活動などを全国規模で開催する中で、本国ドイツにも存在しなかったヘルマンハープの奏法理論を開発した。2010年にはドイツで、ドイツ人の指導者向けに「梶原千沙都のヘルマンハープ奏法講習会」を開催し、参加者から高い評価を得た。2012年に世界初の奏法指導書『ヘルマンハープの奏法<基礎編>』（2012年梶原千沙都著、音楽之友社刊） が出版され、ヘルマンハープを愛好する人たちの学習意欲は高まった。また同氏は、奏法を駆使した本格的なヘルマンハープによるソロ演奏のステージを確立し、2014年には世界初の本格的なソロリサイタルを、東京、大阪、福岡で成功させた。ヘルマンハープの演奏形態が、これまでは主にグループでのアンサンブル演奏であったが、このリサイタルを通して、ソロ演奏で美しい音楽表現が可能な楽器であることを多くの愛好家が確信し、演奏の形態が広がった。誰もがともに演奏できるバリアフリーな楽器としての社会的な取り組みとともに、本物の楽器としての芸術的な取り組みも注目されるようになった。

## 日本でのヘルマンハープでの広がり
日本ヘルマンハープ振興会会長の梶原千沙都が、2003年に在住中のヨーロッパで日本人としてはじめてヘルマンハープに出会い、ドイツのヘルマン・フェー創業者一族の信任を得て2004年から日本での普及がはじまった。梶原千沙都は、2005年に「日本ヘルマンハープ振興会」の前身である「日本ヘルマンハープ協会」を設立し、ヘルマンハープの発祥についての物語を伝えながら、また、音楽経験や障がい、年齢、性別を問わず、すべての人のための高品質の弦楽器であることを重視した普及を行っている。2015年現在、ヘルマンハープ教室の数は全国に約150ある。日本でも、ヘルマンハープは障害者のみならず健常者に広く愛好され、家庭内で楽しむ楽器として、また、カルチャー教室などではシニア世代の新たな趣味として楽しまれている。障がい者や高齢者施設、学校や幼稚園などの教育機関などでもヘルマンハープが導入され、新たな余暇活動として、様々な年代の人に楽しまれている。2015年現在、3000人以上の愛好家がヘルマンハープを楽しみ、日本各地でボランティアの演奏活動などを盛んに行い、誰もが主体的に演奏に参加する音楽活動が広がっている。